# 黄冈专区
黄冈专区，中华人民共和国湖北省已撤销的专区，在今湖北省东部。
1949年置，专员公署驻黄州镇（今黄冈市黄州区）。辖黄冈、浠水、麻城、蕲春、广济、黄梅、英山、罗田8县。
1951年，析广济县设武穴镇（县级）。1952年，由罗田、麻城、黄冈3县析置兵堡县（后改名胜利县）；由黄冈县析置新洲县；原孝感专区所属黄安县及原大冶专区所属鄂城、大冶、阳新3县划入黄冈专区；后黄安县改名红安县。专区辖1镇、14县。
1953年，撤销武穴镇，并入广济县。1955年，撤销胜利县，并入麻城、罗田2县。专区辖13县。
1959年，将大冶县划归黄石市。1965年，将阳新、鄂城2县划归咸宁专区。黄冈专区辖10县。
1970年，撤销黄冈专区，改置黄冈地区。 